# Cryptocephalus majoricensis
Cryptocephalus majoricensis is een keversoort uit de familie bladkevers (Chrysomelidae). De wetenschappelijke naam van de soort werd in 1918 gepubliceerd door de la Fuente.